# Schizonycha keniana
Schizonycha keniana är en skalbaggsart som beskrevs av Moser 1914. Schizonycha keniana ingår i släktet Schizonycha och familjen Melolonthidae. Inga underarter finns listade i Catalogue of Life.